# Matt Olmstead
Matt Olmstead is een Amerikaans scenarioschrijver en producent van televisieprogramma's.
Olmstead studeerde af aan de California State University in Chico. Hij is een alumnus van het College of Humanities and Fine Arts. Hij ging naar Hollywood in de hoop er zijn brood te verdienen als scenarioschrijver. Olmstead werkte met een agent die hem in contact bracht met Steven Bochco. Na 10 minuten overleg bood Bochco hem aan het script te schrijven voor een episode van de show NYPD Blue.
In 1993 schreef Olmstead voor de televisieserie NYPD Blue. Bovendien werd Olmstead uitvoerend producent van NYPD Blue. Hij werd producent in 2002. Ook werkte hij als scenarioschrijver voor de show Blind Justice. Hij schreef de pilotaflevering en daarnaast vier episodes. De show was geen succes en werd in juni 2005 gestopt met filmen. Er werden slechts dertien episoden gemaakt.
Olmstead was verantwoordelijk voor het script en productie van meerdere afleveringen van de succesvolle Amerikaanse televisieserie Prison Break. Op 4 oktober 2007 was hij de uitvoerend producent voor 43 Prison Break-afleveringen en had hij meegeschreven aan negen afleveringen.

## Prison Break(10 episodes)
- 1.03 - Cell Test (5 september 2005) - productie
- 1.04 - Cute Poison (12 september 2005) - script
- 1.14 - The Rat (20 maart 2006) - script
- 1.19 - The Key (24 april 2006) - script (met Zack Estrin en Paul Scheuring)
- 1.21 - Go (8 mei 2006) - script
- 2.02 - Otis(28 augustus 2006) - script
- 2.07 - Buried (2 oktober 2006) - productie
- 2.14 - John Doe (22 januari 2007) - script (met Nick Santora)
- 2.16 - Chicago (5 februari 2007) - script (met Nick Santora)
- 2.21 - Fin Del Camino (26 maart 2007) - script

## Blind Justice(5 episodes)
- 1 - Pilot (8 maart 2005) - script
- 3 - Rub a Tub Tub (22 maart 2005) - script
- 8 - Past Imperfect (26 april 2005) - script
- 11 - Dance with Me (17 mei 2005) - script
- 12 - Under the Gun (31 mei 2005) - script

## NYPD Blue(71 episodes)
- 6.10 - Show & Tell (12 januari 1999) - script
- 6.16 - T'aint Misbehavin (13 april 1999) - script
- 7.06 - Brothers Under Arms (15 februari 2000) - script
- 7.09 - Jackass (29 februari 2000) - script
- 7.14 - Sleep Over (4 april 2000) - script
- 7.17 - Roll Out the Barrel (25 april 2000) - script
- 8.01 - Daveless in New York (9 januari 2001) - script
- 10.01 - Ho Down (24 september 2002) - productie
- 10.02 - You've Got Mail (1 oktober 2002) - productie
- 10.03 - One in the Nuts (8 oktober 2002) - productie
- 10.04 - Meat Me in the Park (15 oktober 2002) - productie
- 10.05 - Death by Cycle (22 oktober 2002) - productie
- 10.06 - Maya Con Dios (29 oktober 2002) - productie
- 10.07 - Das Boots (12 november 2002) - productie
- 10.08 - Below the Belt (19 november 2002) - productie
- 10.09 - Half-Ashed (26 november 2002) - productie
- 10.10 - Healthy McDowell Movement (10 december 2002) - productie
- 10.11 - I Kid You Not (7 januari 2003) - productie
- 10.12 - Arrested Development (14 januari 2003) - productie
- 10.13 - Bottoms Up (4 februari 2003) - productie
- 10.14 - Laughlin All the Way to the Clink (11 februari 2003) - productie
- 10.15 - Tranny Get Your Gun (18 februari 2003) - productie
- 10.16 - Nude Awakening (25 februari 2003) - productie
- 10.17 - Off the Wall (8 april 2003) - productie
- 10.18 - Marine Life (15 april 2003) - productie
- 10.19 - Meet the Grandparents (29 april 2003) - productie
- 10.20 - Maybe Baby (6 mei 2003) - productie
- 10.21 - Yo, Adrian (13 mei 2003) - productie
- 10.22 - 22 Skidoo (20 mei 2003) - productie
- 11.01 - Frickin' Fraker (23 september 2003) - productie
- 11.02 - Your Bus, Ted (30 september 2003) - productie
- 11.03 - Shear Stupidity (7 oktober 2003) - productie
- 11.04 - Porn Free (14 oktober 2003) - productie
- 11.05 - Keeping Abreast (21 oktober 2003) - productie & script
- 11.06 - Andy Appleseed (28 oktober 2003) - productie
- 11.07 - It's to Die For (4 november 2003) - productie
- 11.08 - And the Wenner Is... (18 november 2003) - productie
- 11.09 - Only Schmucks Pay Income Tax (25 november 2003) - productie
- 11.10 - You Da Bomb (10 februari 2004) - productie & script
- 11.11 - Passing the Stone (17 februari 2004) - productie
- 11.12 - Chatty Chatty Bang Bang (2 maart 2004) - productie
- 11.13 - Take My Wife, Please (9 maart 2004) - productie
- 11.14 - Colonel Knowledge (16 maart 2004) - productie
- 11.15 - Old Yeller (23 maart 2004) - productie
- 11.16 - On the Fence (30 maart 2004) - productie
- 11.17 - In Goddess We Trussed (6 april 2004) - productie
- 11.18 - The Brothers Grim (13 april 2004) - productie
- 11.19 - Peeler? I Hardley Knew Her (20 april 2004) - productie
- 11.20 - Traylor Trash (27 april 2004) - productie
- 11.21 - What's Your Poison? (4 mei 2004) - productie
- 11.22 - Who's Your Daddy? (11 mei 2004) - productie
- 12.01 - Dress for Success (21 september 2004) - productie
- 12.02 - Fish Out of Water (28 september 2004) - productie
- 12.03 - Great Balls of Ire (12 oktober 2004) - productie
- 12.04 - Divorce, Detective Style (12 oktober 2004) - productie
- 12.05 - You're Buggin' Me (26 oktober 2004) - productie
- 12.06 - The Vision Thing (9 november 2004) - productie
- 12.07 - My Dinner with Andy (16 november 2004) - productie
- 12.08 - I Like Ike (23 november 2004) - productie
- 12.09 - The 3-H Club (30 november 2004) - productie
- 12.10 - The Dead Donald (7 december 2004) - productie
- 12.11 - Bale Out (14 december 2004) - productie
- 12.12 - I Love My Wives, But Oh You Kid (21 december 2004) - productie
- 12.13 - Stoli with a Twist (11 januari 2005) - productie
- 12.14 - Stratis Fear (18 januari 2005) - productie
- 12.15 - La Bomba (25 januari 2005) - productie
- 12.16 - Old Man Quiver (1 februari 2005) - productie
- 12.17 - Sergeant Sipowicz' Lonely Hearts Club Band (8 februari 2005) - productie
- 12.18 - Lenny Scissorhands (15 februari 2005) - productie
- 12.19 - Bale to the Chief (22 februari 2005) - productie
- 12.20 - Moving Day (1 maart 2005) - productie